# George Crumb
Pour les articles homonymes, voir Crumb.
George Henry Crumb, né le 24 octobre 1929 à Charleston (Virginie-Occidentale) et mort le 6 février 2022 à Media (Pennsylvanie), est un compositeur américain de musique contemporaine.

## Biographie
George Crumb commence à composer dès son plus jeune âge. Il étudie la musique à l'université de l'Illinois à Urbana-Champaign, puis brièvement à Berlin avant de revenir aux États-Unis pour étudier à l'université du Michigan, où il obtient son doctorat en 1959. 
Il a eu Jennifer Higdon comme élève de composition à l'université de Pennsylvanie. 
Il reçoit en 1968 le prix Pulitzer en musique et est le lauréat 2001 des Grammy Awards.
Il est élu membre de l'Académie des arts de Berlin en 1983.

## Œuvres

### Pour orchestre
- Gethsemane (1947), pour petit orchestre
- Diptych (1955)
- Variazioni (1959), pour grand orchestre
- Echoes of Time et the River (Echoes II) (1967)
- A Haunted Landscape (1984)

### Pour ensemble vocal et orchestre
- Star-Child (1977, revisé en 1979), pour soprano, chœur d'enfants antiphonal, chœur parlé d'hommes, cloches et grand orchestre

### Musique de chambre
- Deux Duos (1944 ?), pour flûte et clarinette
- Four Pieces (1945), pour violon et piano
- Sonate pour violon (1949)
- String Trio (1952)
- Three Pastoral Pieces (1952), pour hautbois et piano
- Viola Sonata (1953)
- String Quartet (1954)
- Sonate pour violoncelle (1955)
- Four Nocturnes (Night Music II) (1964), pour violon et piano
- Eleven Echoes of Autumn (Echoes I) (1966), pour violon, flûte alto, clarinette, et piano
- Black Angels (Images I) (1970), pour quatuor à cordes électrique
- Vox Balaenae (Voice of the Whale) (1971), pour flûte électrique, violoncelle électrique, et piano amplifié
- Music for a Summer Evening (Makrokosmos III) (1974), pour deux pianos amplifiés et percussions.
- Dream Sequence (Images II) (1976), pour violon, violoncelle, piano, percussions, et off-stage glass harmonica
- String Trio (1982)
- Pastoral Drone (1982), pour orgue
- An Idyll for the Misbegotten (Images III) (1986), pour flûte amplifiée et percussions.
- Easter Dawning (1991), pour carillon
- Quest (1994), pour guitare, saxophone soprano, harpe, contrebasse, et percussions, écrit pour le guitariste David Starobin
- Mundus Canis (A Dog's World) (1998), pour guitare et percussions
- Kronos - Kryptos (2018), 4 tableaux pour quintette de percussions

### Piano
- Piano Sonata (1945)
- Prelude and Toccata (1951)
- Five Pieces (1962)
- Makrokosmos, Volume I (1972), pour piano amplifié
- Makrokosmos, Volume II (1973), pour piano amplifié
- Celestial Mechanics (Makrokosmos IV) (1979), pour piano amplifié (quatre mains)
- A Little Suite for Christmas, A.D. 1979 (1980)
- Gnomic Variations (1981)
- Processional (1983)
- Zeitgeist (Tableaux Vivants) (1988), pour deux piano amplifiés
- Eine Kleine Mitternachtmusik (A Little Midnight Music) (2002)
- Otherworldly Resonances (2003), pour deux pianos

### Œuvres vocales
- Four Songs (1945 ?), pour voix, clarinette et piano
- Seven Songs (1946), pour voix et piano
- Three Early Songs (1947), pour voix et piano
- A Cycle of Greek Lyrics (1950 ?), pour voix et piano
- Night Music I (1963, revised 1976), pour soprano, piano/célesta, et deux percussionnistes
- Madrigals, Books I (1965), pour soprano, vibraphone, et contrebasse
- Madrigals, Books II (1965), pour soprano, flûte/flûte alto, flûte/piccolo, et percussions
- Songs, Drones, et Refrains of Death (1968), pour baryton, guitare électrique, contrebasse électrique, piano amplifié/clavecin électrique, et deux percussionnistes, sur des textes de Federico García Lorca, commande de l'université de l'Iowa.
- Night of the Four Moons (1969), pour alto, flûte alto/piccolo, banjo, violoncelle électrique, et percussions
- Madrigals, Books III (1969), pour soprano, harpe, et percussions
- Madrigals, Books IV (1969), pour soprano, flûte/flûte alto, flûte/piccolo, harpe, contrebasse, et percussions
- Ancient Voices of Children (1970), pour mezzo-soprano, boy soprano, hautbois, metolin, harpe, piano amplifié (et piano jouet), et percussions (trois instrumentistes)
- Lux Aeterna (1971) pour soprano, flûte basse/flûte à bec soprano, sitar, et percussions
- Apparition (1979), pour soprano et piano amplifié
- The Sleeper (1984), pour soprano et piano
- Federico's Little Songs pour Children (1986), pour soprano, flûte/piccolo/flûte alto/flûte basse, et harpe
- American Songbook I: The River of Life (2003), pour soprano, quatuor de percussions et piano
- American Songbook II: A Journey Beyond Time (2003), pour soprano, quatuor de percussions et piano
- American Songbook III: Unto the Hills (2001), pour soprano, quatuor de percussions et piano
- American Songbook IV: Winds of Destiny (2004), pour soprano, quatuor de percussions  et piano
- American Songbook V: Voices from a Forgotten World (2007), pour soprano, baryton, quatuor de percussions et piano
- American Songbook VI: Voices from the Morning of the Earth (2008), pour soprano, baryton, quatuor de percussions et piano
- Spanish Songbook I: The Ghosts of Alhambra (2008), pour baryton, guitare et percussion
- Spanish Songbook II: Sun and Shadow (2009), pour voix de femme et piano amplifié
- American Songbook VII: Voices from the Heartland (2010), pour soprano, baryton, quatuor de percussions et piano
- Spanish Songbook III: The Yellow Moon of Andalusia, pour mezzo-soprano et piano amplifié

### Choral
- Alleluja (1948), pour chœur a cappella.